# Alphonse Poitevin
Pour les articles homonymes, voir Poitevin.

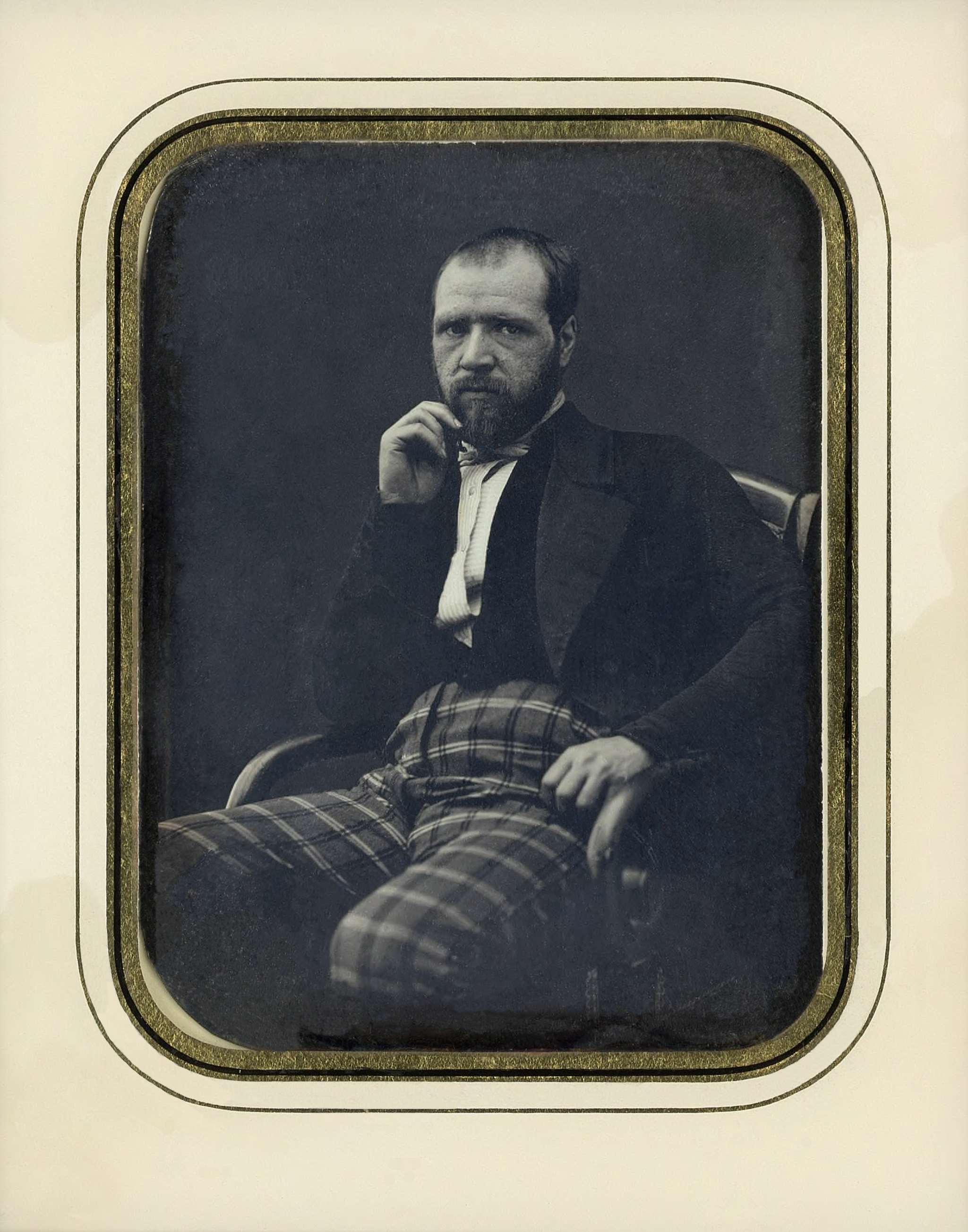
Autoportrait (Fonds BNF).

Louis-Alphonse Poitevin né le 29 août 1819 à Conflans-sur-Anille dans la Sarthe, et mort le 4 mars 1882 dans la même ville, est un ingénieur chimiste et photographe français.

## Biographie
Poitevin étudia à l’École centrale de Paris (promotion 1843), et fut affecté comme ingénieur aux salines de Dieuze, de Montmorot et de Gouhenans. Il dirigea les verreries d’Ahun-les-Mines et de Folembray. Fin 1855, il s'établit à Paris.
Ses connaissances en chimie, Alphonse Poitevin les appliqua à la recherche de nouveaux procédés concernant la photographie, encore balbutiante. Nommé par ses pairs le 3e homme de la photographie à l'égal de Niépce et de Daguerre, il inventa entre autres :
- la photolithographie, premier procédé permettant de reproduire une image en série et donc utilisé pour l'imprimerie ;
- la photographie inaltérable dite « au charbon[3] » (1855) ;
- le procédé d'impression aux encres grasses en couleur ;
- un procédé d'encrage des billets pour les rendre infalsifiables.

En 1863, il est nommé chevalier de la Légion d'honneur. Il est primé à l'Exposition universelle de 1878.
En 1888, un monument avec un buste dû à Charles Gauthier est érigé à Saint-Calais pour perpétuer sa mémoire.
Frédéric Proust, photographe, s'est vu confier la gestion de sa collection et de ses archives par les descendants de Poitevin. Il a réhabilité un des plus anciens ateliers photographiques du monde, créé par Alphonse Poitevin au 171, rue Saint-Jacques à Paris, pour s'y installer.

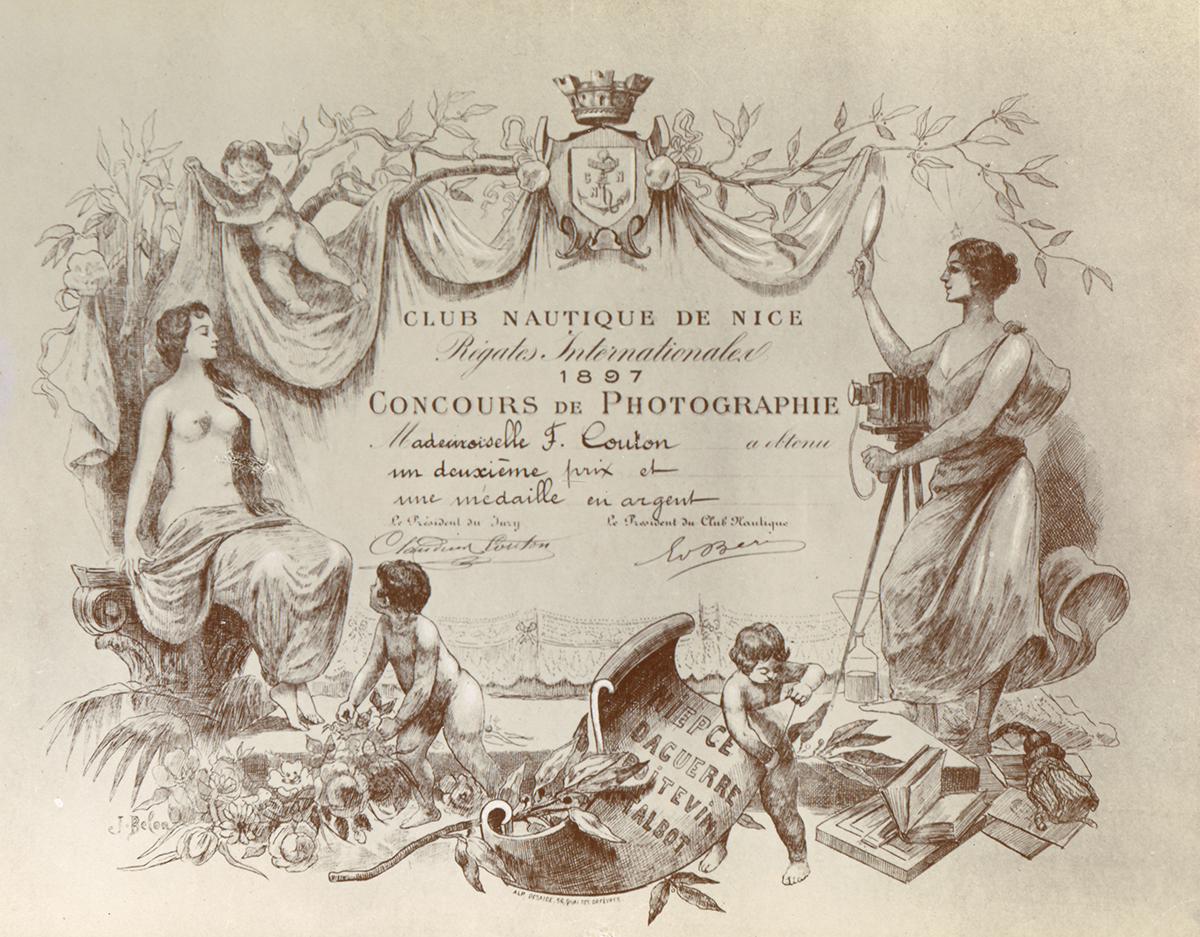
Le nom Poitevin figurant aux côtés des grands noms de la photographie comme Niepce, Daguerre et Talbot lors d'un concours de photographie en 1897.

## Distinctions
- Chevalier de la Légion d'honneur (décret du 24 janvier 1863)

## Écrits
- Traité de l'impression photographique sans sels d'argent, contenant l'histoire, la théorie et la pratique des méthodes et procédés de l'impression au charbon, de l'hélioplastie, de la photolithographie, de la gravure photochimique, etc., etc., Paris, Leiber, 1862, 182 p. (lire en ligne).
- Traité des impressions photographiques, Paris, Gauthier-Villars, 1883 ; Marseille, Laffitte reprints, 1983.